# Teóphilo
Teóphilo Bettencourt Pereira, conosciuto solo come Teóphilo (Rio de Janeiro, 11 aprile 1900 – Rio de Janeiro, 10 aprile 1988), è stato un calciatore brasiliano.

## Carriera
Teóphilo iniziò la carriera nel Fluminense. Successivamente si trasferì prima nell'Americano e poi nel São Cristóvão, prima di tornare al Fluminense dove chiuse la carriera.
Con la Nazionale brasiliana disputò il Mondiale 1930.

## Palmarès

### Club
- Campionato Carioca: 2

Fluminense: 1917
São Cristóvão: 1926

### Nazionale
- Copa Rio Branco: 1

1931